# Epiphragma hebridense
Epiphragma hebridense là một loài ruồi trong họ Limoniidae. Chúng phân bố ở miền Australasia.